# Campionato sudamericano maschile di pallacanestro 1955
Il 16º Campionato dell'America Meridionale Maschile di Pallacanestro (noto anche come FIBA South American Championship 1955) si è svolto dal 13 al 31 agosto 1955 a San José de Cucúta in Colombia. Il torneo è stato vinto dalla nazionale uruguaiana.
I FIBA South American Championship sono una manifestazione contesa dalle squadre nazionali dell'America meridionale, organizzata dalla CONSUBASQUET (Confederazione America Meridionale), nell'ambito della FIBA Americas.

## Squadre partecipanti
- Argentina
- Brasile
- Cile
- Colombia
- Ecuador
- Paraguay
- Perù
- Uruguay
- Venezuela

## Classifica finale
| Pos | Squadra   | V-P |
| --- | --------- | --- |
|     | Uruguay   | 4-1 |
|     | Paraguay  | 5-1 |
|     | Brasile   | 4-2 |
| 4   | Argentina | 3-2 |
| 5   | Perù      | 2-1 |
| 6   | Cile      | 0-3 |
| 7   | Ecuador   | 0-3 |
| 8   | Colombia  | 0-2 |
| 9   | Venezuela | 0-2 |